# Grammy for bedste kvindelige rock vokalpræstation
Grammy for Best Female Rock Vocal Performance er en amerikansk pris der uddeles af Recording Academy for årets bedste udgivelse af en kvindelig rock-sanger. Prisen går til sangeren. Prisen har været uddelt siden 1980. 
Fra 1980 til 1993 hed prisen Grammy Award for Best Rock Vocal Performance, Female. I 1988, 1992, 1994 og 2005 blev prisen kombineret med den tilsvarende for mandlige sangere, Best Male Rock Vocal Performance, til Best Rock Vocal Performance, Solo Grammy.

## Modtagere af Grammy for Best Female Rock Vocal Performance
- 2007: (ingen)
- 2006: (ingen)
- 2005: (ingen)
- 2004: P!nk for Trouble
- 2003: Sheryl Crow for Steve McQueen
- 2002: Lucinda Williams for Get Right With God
- 2001: Sheryl Crow for There Goes the Neighborhood
- 2000: Sheryl Crow for Sweet Child O' Mine

- 1999: Alanis Morissette for Uninvited
- 1998: Fiona Apple for Criminal
- 1997: Sheryl Crow for If It Makes You Happy
- 1996: Alanis Morissette for You Oughta Know
- 1995: Melissa Etheridge for Come to My Window
- 1993: Melissa Etheridge for Ain't It Heavy
- 1991: Alannah Myles for Black Velvet
- 1990: Bonnie Raitt for Nick of Time

- 1989: Tina Turner for Tina Live in Europe
- 1987: Tina Turner for Back Where You Started
- 1986: Tina Turner for One of the Living
- 1985: Tina Turner for Better Be Good to Me
- 1984: Pat Benatar for Love Is a Battlefield
- 1983: Pat Benatar for Shadows of the Night
- 1982: Pat Benatar for Fire and Ice
- 1981: Pat Benatar for Crimes of Passion
- 1980: Donna Summer for Hot Stuff

## Se Også
- Grammy priserne.